# Scaphiopodidae
Scaphiopodidae je čeleď žab, která se vyskytuje na jihu Kanady, po celém území USA a na severu Mexika.
Jsou to suchozemské žáby s krátkýma nohama a zakulaceným tělem. Přední i zadní nohy jsou dobře přizpůsobeny k hrabání. Barva kůže může být tmavě hnědá, tmavě zelená nebo šedá; poskytuje žábám dobré maskování.
Synonyma
- Scaphiopodidae (Cope, 1865, Scaphiopus Holbrook, 1836)
- Scaphiopidae (Cope, 1865)
- Scaphiopodina (Mivart, 1869)
- Scaphiopodidae (Günther, 1901 Storer, 1925)
- Scaphiopinae (Spinar, 1972)
- Scaphiopodidae (Rocek, 1981 "1980"; García-París, Buchholz, and Parra-Olea, 2003)
- Scaphiopodinae (Dubois, 1983)

## Taxonomie
Dříve byla tato čeleď řazena jako další rod (vedle rodu rod Pelobates – blatnice) v
čeledi Pelobatidae (blatnicovití).
podřád Mesobatrachia
- čeleď Scaphiopodidae (Cope, 1865)
  - rod Scaphiopus (Holbrook, 1836) – blatnice
    - druh Scaphiopus couchii (Baird, 1854) – blatnice americká
    - druh Scaphiopus holbrookii (Harlan, 1835) – blatnice Holbrookova
    - druh Scaphiopus hurterii (Strecker, 1910) – blatnice Hurterova

  - rod Spea (Cope, 1866) – blatnice
    - druh Spea bombifrons (Cope, 1863) – blatnice nížinná
    - druh Spea hammondii (Baird, 1859) – blatnice Hammondova
    - druh Spea intermontana (Cope, 1883)
    - druh Spea multiplicata (Cope, 1863) – blatnice novomexická